# 山浦徹
山浦 徹（やまうら とおる、1971年3月9日 - ）は日本の俳優、脚本家、演出家。長崎県出身。化石オートバイ主宰。
神戸大学演劇研究会「はちの巣座」のOB。1999年1月に「化石オートバイ」を立ち上げ、旗揚げ公演『地球最後の夜』を扇町ミュージアムスクエアで上演。
以降、すべての化石オートバイの作品の脚本・演出を担っている。日本演出者協会の紹介によるとその作風は「一人多役 / 多人数一役で構築される、目まぐるしく展開し拡散する万華鏡的な劇世界」。
その他ピースピット、石原正一ショー、ファントマなどの劇団作品にも数多く出演。2010年下半期には関西best ACT役者部門の1位に選出された。
ワタナベエンターテインメント所属を経て、2024年7月よりフリー。

## 化石オートバイ
作・演出・出演。
- 地球最後の夜（1999年1月22日 - 24日、扇町ミュージアムスクエア）[5][9]
- 50000年（1999年8月13日 - 15日、HEP HALL） - 盲目のジミー/ 探偵左/ガイド 役[10][11][12]
- 大人の星（2000年2月9日 - 13日、HEP HALL）[13][14]
- ガールフレンドとマグマ（2000年8月22日 - 29日、カラビンカ）[15][16]
- アンテナ山（2001年3月29日 - 4月1日、HEP HALL）[17][18][19]
- 涙爆発（2002年1月11日 - 15日、HEP HALL）[20][21]
- 輪廻ドライバー（2003年8月1日 - 3日、一心寺シアター倶楽）[22]
- 泥酔レコード（2005年3月19日 - 21日、HEP HALL）[23]
- 世界中のおばけたちは連帯する（2007年9月28日 - 30日、in→dependent theatre 2nd）[24]
- さらば双子の金星の人よ（2009年1月23日 - 25日、in→dependent theatre 2nd）[25]
- スタンプラリー（2010年9月10日 - 12日、in→dependent theatre 2nd）[26][27]
- プラズマ・バンドワゴン（2011年6月24日 - 26日、in→dependent theatre 2nd）[28]
- 桃源郷のスペクター（2012年4月20日 - 22日、in→dependent theatre 2nd）[29]

### 化右オートバイ
- 発明王エジンソ（2001年5月16日 - 18日、カラビンカ）[30]
- 大岡裁かれ（2001年6月16日・17日、カラビンカ）
- パーマ星人の村おこし（2001年8月1日 - 3日、カラビンカ）[30]
- パーマ星人のオリンピック（2004年4月9日 - 11日、カラビンカ）[31]

## 出演

### 舞台
1996年
- トライアングルシアター『POINT』（9月22日・23日、神戸アート・ビレッジ・センター 地階KAVCシアター）

1997年
- トライアングルシアター『涙爆発』（1月、プラネットステーション） - 作・演出・出演

1998年
- トライアングルシアター『いろいろな力』（1月、AI・HALL） - 作・演出・出演

2000年
- 熱闘!!飛龍小学校☆パワード（6月28日 - 7月22日、シアターアプル/新神戸オリエンタル劇場）
- Believe（10月12日 - 11月5日、AI・HALL 他） - 羽柴秀吉 / 従者オルガンチノ 役 他

2001年
- "NEXT"『細菌ハック3000年の冒険』（2月18日、京都府立文化芸術会館）
- KOBE Short Play Festival 神戸短編演劇祭（9月28日 - 30日、神戸アートビレッジセンター）
- 劇団☆世界一団『トリックスター4』（11月、よしもとrise-1 theater 他） - 詐欺師の夫婦 役

2002年
- ファントマ『黒いチューリップ』（5月24日 - 6月2日、シアターサンモール 他）
- 週間シャトナー研。『偉い人草原』（6月10日、AI・HALL）
- ピースピット『タイガー』（7月19日 - 21日、一心寺シアター倶楽） - 主演・マシトラ 役

2003年
- ピースピット『有毒少年』（3月1日、よしもとrise-1シアター） - 日替わりゲスト

2004年
- ファントマ『ジョリー・ロジャー』（5月21日 - 31日、HEP HALL）
- ピースピット『エドワード・コント・ボックス』（7月6日 - 9日、シアトリカル應典院）
- ファントマ『ジョリー・ロジャー』（7月23日 - 27日、シアターサンモール）
- ピースピット『オウルズ・マップ』（9月20日 - 23日、HEP HALL） - 主演・地図屋オウル 役
- HEP HALL Theatre 14『ハムレット』（12月5日 - 19日、HEP HALL） - クローディアス 役

2005年
- 婦人マガジン『夜叉ケ池』（1月21日 - 30日、大阪市立芸術創造館）
- ピースピットVOL.6『グーグー・ムーチョ!!』（7月15日 - 18日、HEP HALL） - ムーディー・ムーチョ 役
- Dr.BONES（9月24日・25日、in→dependent theatre）
- 石原正一ショー『十三人姉妹』（12月、ザムザ阿佐谷 他）

2006年
- クレオパトラ（2月 - 4月、シアター・ドラマシティ） - ジュリアス・シーザー 役
- ピースピットVOL.7『SMITH』（8月19日 - 27日、HEP HALL） - 主演・芥屋灰二郎 役
- 石原正一ショー『ボボボーボ・坊っちゃん』（12月26日 - 30日、ザムザ阿佐谷 他）

2007年
- 無人島のチーズ（6月21日、高槻市立阿武山中学校） 
- 静かな漫画朗読2&Gを読む（7月28日、common cafe）
- 伏兵コード『ふくどく』（9月14日 - 16日、in→dependent theatre 1st） - マコト 役
- ピースピット『呪いの姫子ちゃん』（10月27日 - 11月4日、HEP HALL） - メフィスト 役
- 石原正一ショー『マドモアゼル・ブルース&ブラジル66』（12月27日 - 29日、HEP HALL）
- 年越し！オールナイトイシハラ0708（12月31日 - 2008年1月1日、in→dependent theatre 2nd）

2008年
- 音響王子の実験劇場 vol.0 mute（3月7日 - 9日、神戸アートビレッジセンターKAVCホール）
- 伏兵コード『棄権』（4月18日 - 20日、in→dependent theatre 1st）
- 売込隊ビーム『刻むルール』（7月16日 - 21日、精華小劇場）
- 嗚呼、私の探偵は！（10月17日 - 19日、神戸アートビレッジセンターKAVCホール） - Dryヴァージョン
- INDEPENDENT:08 明日に俺たちはいない（11月27日 - 30日、in→dependent theatre 2nd）
- 石原正一ショー『レディオポリスの上で』（12月27日 - 29日、HEP HALL）

2009年
- リリーエアライン『Snow』（5月30日・31日、雲州堂）
- 八軒家浜春まつり 〜こども桜クルーズ〜（3月 - 4月、八軒家浜）
- ピースピット『悪辣 The Dirty Play』（7月16日 - 20日、HEP HALL） - 芥屋灰二郎 役
- HOT HEPPER ‘09 イシハラオーケストラ！もうだめカンタービレ（11月9日、HEP HALL）
- ピースピットVOL.10『TRUMP』（11月18日 - 22日、in→dependent theatre 2nd） - クラウス / アレン 役
- 石原正一ショー『恋味しんぼ あるいは、クッキング馬場』（12月26日 - 28日、HEP HALL）
- オールナイトイシハラ第2部 ヨム（12月31日、in→dependent theatre）

2010年
- 劇創ト社deネクタルグン『10人写楽』（1月29日 - 31日、シアトリカル應典院） - 蔦屋重三郎 役
- モテハン・オンライン（4月5日、ABCホール） - 日替わりゲスト
- ピースピットVOL.11『MOTHER』（3月3日 - 7日、シアトリカル應典院/ 4月16日 - 18日、HEP HALL）
- ピースピット『風雲戦国ボルテックス学園』（7月21日 - 25日、HEP HALL） - 織田信長 役
- 伊藤えん魔プロデュース『惑星ボーイズ』（10月1日 - 4日、ABCホール）
- ピースピットVOL.13『有毒少年』（11月12日 - 14日、ABCホール） - 蝙蝠 役

2011年
- ファントマ『サイボーグ侍』（2月11日 - 14日、ABCホール）
- ピースピットVOL.14『BOOK』（3月19日 - 27日、精華小劇場） - ワルツ・シュプレーツェン 役
- ピースピットVOL.15『極楽百景亡者戯』（7月29日 - 31日、ABCホール）  - 鬼畜の乱麻 役
- 石原正一ショー『ハリーポタ子』（9月13日 - 20日、in→dependent theatre 1st） - ハウル 役
- NMS-09『踊る赤ちゃん人間』（11月12日・13日、common cafe）
- 月刊コント 京橋花月追悼号（11月28日、京橋花月）
- ABC漫画朗読フェスティバル（12月29日 - 30日、ABCホール） - 紗蛙 役

2012年
- ピースピットVOL.16『TRINITY THE TRUMP』（1月22日 - 30日、HEP HALL）
- 伊藤えん魔プロデュース『ビリィ・ザ・キッド』（2月24日 - 27日、ABCホール）
- 踊る赤ちゃん人間（3月 - 4月、こまばアゴラ劇場 他）
- ステーシーズ 少女再殺歌劇（6月6日 - 12日、全労済ホール / スペース・ゼロ）
- ミジンコターボ『シニガミと蝋燭』（7月27日 - 29日、ABCホール）
- ミジンコターボ『お母さんがゾーマ!!』（10月4日 - 5日、門真市民文化会館ルミエールホール・小ホール） - お父さん役
- 劇団925『福喜多さんちの三兄弟5』（12月8日・9日、in→dependent theatre 2nd）
- 伊藤えん魔プロデュース『ロミオとジュリエット』（12月24日 - 27日、ABCホール） - 絶望バージョン：ロミオ 役
- 朗読版 踊る赤ちゃん人間（12月30日、common cafe）

2013年
- ピースピット『馬鹿と天使』（5月4日・6日、ABCホール） - 男 役
- 伊藤えん魔プロデュース『オズの魔法使い』（4月5日 - 8日、ABCホール） - かかし役
- 田川徳子の五月晴れ！あん時の夢かなえたろかSP!（5月30日） - 日替わりゲスト
- ピースピットVOL.17『RIP』（7月24日 - 29日、HEP HALL） - 久住春昌 役
- 百物語2013 羅生門（8月16日 - 18日、in→dependent theatre 2nd）
- 伊藤えん魔プロデュース『チェス/CHESS』（11月1日 - 4日、ABCホール）
- オールデイアンドオールオブイシハラ（12月29日、common cafe）

2014年
- ピースピットVOL.18『れみぜやん』（1月23日 - 27日、ABCホール） - 番場伴 / 佐平竜 役
- Patch stage『破壊ランナー』（3月6日 - 9日、ABCホール） - スパイク・クリムゾン 役
- 中之島春の文化祭2014（5月3日、ABCホール）
- 伊藤えん魔プロデュース『コロニー』（5月30日 - 6月2日、近鉄アート館）
- 百物語（8月15日 - 17日、in→dependent theatre 2nd）
- すっぴん（10月21日、in→dependent theatre 1st） - ゲスト

2015年
- 心優しきマッカーサー（1月17日、松下IMPホール）
- 浮遊許可証『君はあかつきの星』（2月15日・16日、in→dependent theatre 2nd）
- Patch stage vol.6『SPECTER』（3月18日 - 22日、ABCホール） - クラウス役
- 伊藤えん魔プロデュース『運命の子供』（6月26日 - 28日、近鉄アート館）
- また愛か（10月24日 - 11月2日、京都芸術センター）
- 劇団レトルト内閣『まことに神の造りしをんな - 千恵子抄 - 』（12月11日 - 13日、ABCホール）

2016年
- The Calling（2月、HEP HALL） - 作・演出・出演
- 百物語 2016 幸せゾンビーガール（8月12日 - 14日、in→dependent theatre 2nd）
- 磯部磯兵衛物語 浮世はつらいよ 天晴版（10月20日 - 25日、ABCホール） - お犬様 役

2017年
- 石原正一ショー『筋肉少女17』（2月22日 - 27日、HEP HALL）
- 刀剣乱舞 ジョ伝 三つら星刀語り（12月、TOKYO DOME CITY HALL 他） - 黒田官兵衛 役

2018年
- 片岡自動車工業『関ヶ原の見物人』（6月15日 - 24日、HEP HALL） - 石田三成 役

2019年
- 石原正一ショー『ボヘミアンラプ子』（5月4日、ABCホール） - キュアブライアン 役
- 突劇金魚『墓場のオサムと機嫌のいい幽霊』（11月8日 - 10日、AI・HALL）

2020年
- 科白劇 刀剣乱舞/灯 綺伝 いくさ世の徒花（いくさゆのあだばな） 改変 いくさ世の徒花の記憶（7月16日 - 8月9日、ステラボール 他） - 黒田孝高 役

2022年
- 刀剣乱舞 綺伝 いくさ世の徒花（3月9日 - 5月15日、明治座 他） - 黒田孝高 役
- 石原正一ショー『もっとよろしくキャノンボール’22』（12月29日、common cafe）

2023年
- 石原正一ショー『十七歳の地図夫』（5月5日、ABCホール）

### テレビドラマ
- 僕と私の、ひらパー姉さん（2016年1月9日、ABCテレビ） - 江口穂高 役[157][158]
- 安楽椅子探偵 ON STAGE（2017年1月6日・14日、ABCテレビ） - 竹田勘治 役[159]
- アオゾラカット（2018年5月6日、NHK総合） - 小池隆史 役[160]
- あなたのブツが、ここに（2022年9月、NHK総合） - 高村 役[161]
- 科捜研の女2022第8話（2022年12月13日、テレビ朝日）[162]
- 探偵ロマンス（2023年1月21日、NHK総合）[163]
- 遺留捜査スペシャル（2023年9月21日、テレビ朝日）[164]

### テレビ番組
- 歴史秘話ヒストリア（2020年9月16日、NHK総合） - 安倍晴明 役[165][166]

### 映画
- ラブラブROUTE21（2014年） - 警官 役[1]
- マンハント（2018年） - ホームレス 役[1]

### ラジオドラマ
- FMシアター「侵食」（1997年10月11日、NHK-FM）[167]
- 南号作戦 最後の輸送船 東城丸（2015年11月8日、ABCラジオ） - 東城丸二等機関士 市村 役[168]

### オリジナルビデオ
- Holy+Dog（2006年）[169]

### その他
- 演劇大学 in 大阪（2012年10月22日） - 講師[6]

## 作・演出
- トライアングルシアター『涙爆発』（1997年1月） - 作・演出・出演[170][171]
- トライアングルシアター『メロディ・ドッグ』（1997年5月）[172]
- the triangle theatre『いろいろな力』（1998年1月） - 作・演出・出演[173][174]
- 爆裂！Hi - School on Stage（1999年8月） - ウォーリー木下、角ひろみ、山浦徹、吉村シュークリーム作[175]
- BrainDick『U-22』（2002年10月・12月、扇町ミュージアムスクエア 他） - 作・演出[176][177] [178] [179]
- GLOBAL MAP『全球凍結』 （2005年3月 - 4月） - 作・演出[180]
- 火曜日のシュウイチ『ビーチの真冬』（2007年12月） - 作・演出[181]
- righteye『男亡者の泣きぬるところ』（2010年12月） - 演出[182]
- NMS-06 『宇宙のファンタジー』(2011年3月） - 作[183]
- 赤星マサノリ×坂口修一二人芝居『男亡者の泣きぬるところ』（2011年3月 - 4月） - 演出[184]
- 石原正一ショー『宇宙のファンタジー』（2012年3月 - 4月） - 作[109][185]
- 赤星マサノリ×坂口修一二人芝居『貧乏ネ申〜The Poor Zombies〜』（2012年7月・9月） - 演出
- 赤星マサノリ×坂口修一二人芝居『Equal -イコール-』（2015年3月7日・8日） - 演出[186]
- Patch stage EX『熱海殺人事件』（2015年8月）- 演出[187]